# Prealpes de Grasse
Los Prealpes de Grasse (en italiano, Prealpi di Grasse, llamados también Prealpi Orientali di Provenza - Prealpes Orientales de Provenza o también Prealpi di Castellane - Prealpes de Castellane) son un grupo montañoso perteneciente a los Alpes y Prealpes de Provenza. La cima principal es la Sommet de la Bernarde que alcanza los 1.941 m s. n. m. Se encuentran en los departamentos franceses de los Alpes-Marítimos y del Var. Toman su nombre de la ciudad de Grasse, o también de la ciudad de Castellane.

## Clasificación
Según la SOIUSA, los Prealpes de Grasse son una subsección alpina a la que se atribuye la siguiente clasificación:
- Gran parte = Alpes occidentales
- Gran sector = Alpes del sudoeste
- Sección = Alpes y Prealpes de Provenza
- Subsección = Prealpes de Grasse
- Código = I/A-3.III

## Delimitación
Limitan:
- al noreste con los Alpes Marítimos (en los Alpes Marítimos y prealpes de Niza) y separados por el Col de Toutes Aures y el curso del río Var;
- al este con los Prealpes de Niza (en los Alpes Marítimos y prealpes de Niza) y separados por el curso del río Var;
- al sur con los Macizos de Baja Provenza (externos al sistema alpino);
- al oeste con la llanura de Valensole;
- al noroeste con los Prealpes de Digne (en la misma sección alpina) y separada por el curso del río Verdon.

## Subdivisión
Los Prealpes de Grasse se subdividen en tres supergrupos, ocho grupos y 21 subgrupos:
- Cadena Bernarde-Mont Brune-Teillon (A)[5]
  - Cadena Bernarde-Contents-Ferries (A.1)
    - Grupo de la Bernarde (A.1.a)
    - Grupo Fenacil-Ferries (A.1.b)
    - Grupo de los Contents-Chabran (A.1.c)

  - Cadena Gourdan-Mont Brune (A.2)
    - Grupo Gourdan-Miolans-Mont Saint Martin (A.2.a)
    - Grupo Mont Brune-Mont Vial (A.2.b)

  - Cadena Teillon-Robion (A.3)
    - Grupo Teillon-Barres (A.3.a)
    - Grupo Destourbes-Robion (A.3.b)
    - Grupo Blanchette-Clare-Estelle-Breis (A.3.c)
- Cadena Cheiron-Audibergue (B)[6]
  - Cadena Cheiron-Thorenc-Bleine (B.4)
    - Cadena Bleine-Thorenc-Charamel (B.4.a)
      - Montañas de Bleine (B.4.a/a)
      - Montañas de Charamenl (B.4.a/b)
      - Cresta Thorenc-Fourneuby (B.4.a/c)
      - Cresta Bauroux-Bas Thorenc-Baumouns (B.4.a/d)

    - Grupo Cheiron-Estellier (B.4.b)
    - Montañas de Chiers (B.4.c)
    - Cresta Tourettes-Courmettes (B.4.d)

  - Cadena Audibergue-Calern-Haut Montet (B.5)
    - Grupo Audibergue-Hubac-Thiey (B.5.a)
    - Grupo Calern-Haut Montet (B.5.b)
- Grupo Malay-Barjaude (C)[7]
  - Cadena Lachens-Brouis-Malay (C.6)
    - Grupo Lachens-Bliauge (C.6.a)
    - Montañas de Brouis (C.6.b)
    - Montañas de Malay (C.6.c)
    - Grupo Mieraure-Camp Long-Pierron (C.6.d)

  - Cadena Margès-Barjaude (C.7)
    - Grupo Beau Solei-Barjaude (C.7.a)
    - Grupo Morgès-Grignans (C.7.b)
    - Grupo Cugulons-Notre Dame de Liesse-Espiguières-Puy de la Sigue (C.7.c).

## Cimas principales
Las montañas principales pertenecientes a los Prealpes de Grasse son:
- Sommet de la Bernarde - 1.941 m
- Montagne de Teillon - 1.893 m
- Montagne du Cheiron - 1.778 m
- Montagne de Lachens - 1.714 m
- Montagne de l'Audibergue - 1.642 m